# Nat Holman
Nathan Holman, nato Nathan Helmanowich, detto Nat (New York, 19 ottobre 1896 – Riverdale, 12 febbraio 1995), è stato un cestista e allenatore di pallacanestro statunitense, membro del Naismith Memorial Basketball Hall of Fame dal 1964 in qualità di cestista.

## Carriera
Giocò in numerosissime squadre, tra cui gli Original Celtics con i quali vinse il titolo American Basketball League nel 1927 e 1928.
Da allenatore vinse il National Invitation Tournament 1950 ed il Torneo di pallacanestro maschile NCAA Division I 1950 con il City College di New York.

## Palmarès

### Allenatore
- Campione NCAA (1950)
- Campione NIT (1950)